# Жанасылов, Бужек
Бужек Жанасылов (1936 год, село Тасбулак) — старший чабан совхоза «Овцевод» Аягузского района Семипалатинской области, Казахская ССР. Герой Социалистического Труда (1971). Заслуженный работник сельского хозяйства Казахской ССР (1976).

## Биография
Родился в 1936 году в крестьянской семье в селе Тасбулак. С 1953 года — чабан в совхозе «Каракол» и с 1963 года — чабан, старший чабан совхоза «Овцевод» Аягузского района. Возглавлял ферму № 1 совхоза «Овцевод». В 1960 году вступил в КПСС.
Во время Восьмой пятилетки (1966—1970) ежегодно перевыполнял план по овцеводству. В 1970 году вырастил в среднем по 171 ягнят от ста овцематок. Всего за восьмую пятилетку вырастил 4960 ягнят и получил в среднем по 2,5 килограмм шерсти с каждой овцы. Указом Президиума Верховного Совета СССР «О присвоении звания Героя социалистического Труда передовикам сельского хозяйства Казахской ССР» от 8 апреля 1971 года за выдающиеся успехи, достигнутые в развитии сельскохозяйственного производства и выполнении пятилетнего плана продажи государству продуктов земледелия и животноводства удостоен звания Героя Социалистического Труда с вручением ордена Ленина и золотой медали «Серп и Молот»
.
Участвовал во Всесоюзной выставке ВДНХ в Москве, где получил две большие золотые медали.

## Награды
- Орден Ленина
- Орден Октябрьской Революции (10.03.1976)